# 詹姆斯·米切尔·阿什利
詹姆斯·米切尔·阿什利（英語：James Mitchell Ashley，1824年11月24日—1896年9月16日）是一位美利坚合众国的政治家、共和党人与废奴主义的拥护者，同时也是《美利坚合众国宪法》第十三修正案主起草人，旨在废除奴隶制和强制劳役。

## 生平
1824年11月24日，詹姆斯·米切尔·阿什利出生于宾夕法尼亚州的阿勒格尼县。幼年的阿什利天资聪慧，自学成才学习了大学所有的基本课程，但是不幸的是，他却只能在俄亥俄河和密西西比河上做一个水手。
1848年，他搬到了俄亥俄州的普兹茅斯，成为《俄亥俄民主报》的编辑。1849年，他考到了律师证明，但是并没有接手任何一起诉讼案件。之后阿什利搬到了托莱多，做起了药品批发生意。他在1851年遇见艾玛·简·史密斯，两人最后走到了一起。他是一个坚定的废奴主义者，曾与约翰·布朗的妻子将约翰·布朗绞刑的情况送到《托莱多刀锋报》。

## 政治生涯
1858年以一个共和党人的身份在第36届国会选举中成为一名众议员，此后的他政治生涯开始了。
他担任国土委员会的主席，命名和边界规划了蒙大拿州、华盛顿州、爱达荷州和怀俄明州。内战时期各州招募军队时，他也作出了自己的贡献。他是宪法第十三条修正案的起草人之一，该修正案最终通过，至此从法律制度上彻底终结了奴隶制的合法性。阿什利坚信约翰逊阴谋刺杀了林肯，1867年联合撒迪厄斯·史蒂文斯弹劾过总统安德鲁·约翰逊，选举失败后担任蒙大拿州州长直到1870年。

## 晚年生活
之后，阿什利回到托莱多，过着平静的田园生活。
1896年9月16日，逝世于密歇根州的沃什诺恩，遗体埋葬于托莱多的伍德劳恩。
2010年，由俄亥俄历史协会提名，作为废奴杰出人物为他雕像，后放置于国会大厦。